# Gnophomyia multiermis
Gnophomyia multiermis is een tweevleugelige uit de familie steltmuggen (Limoniidae). De soort komt voor in het Oriëntaals gebied.